# Yabusame

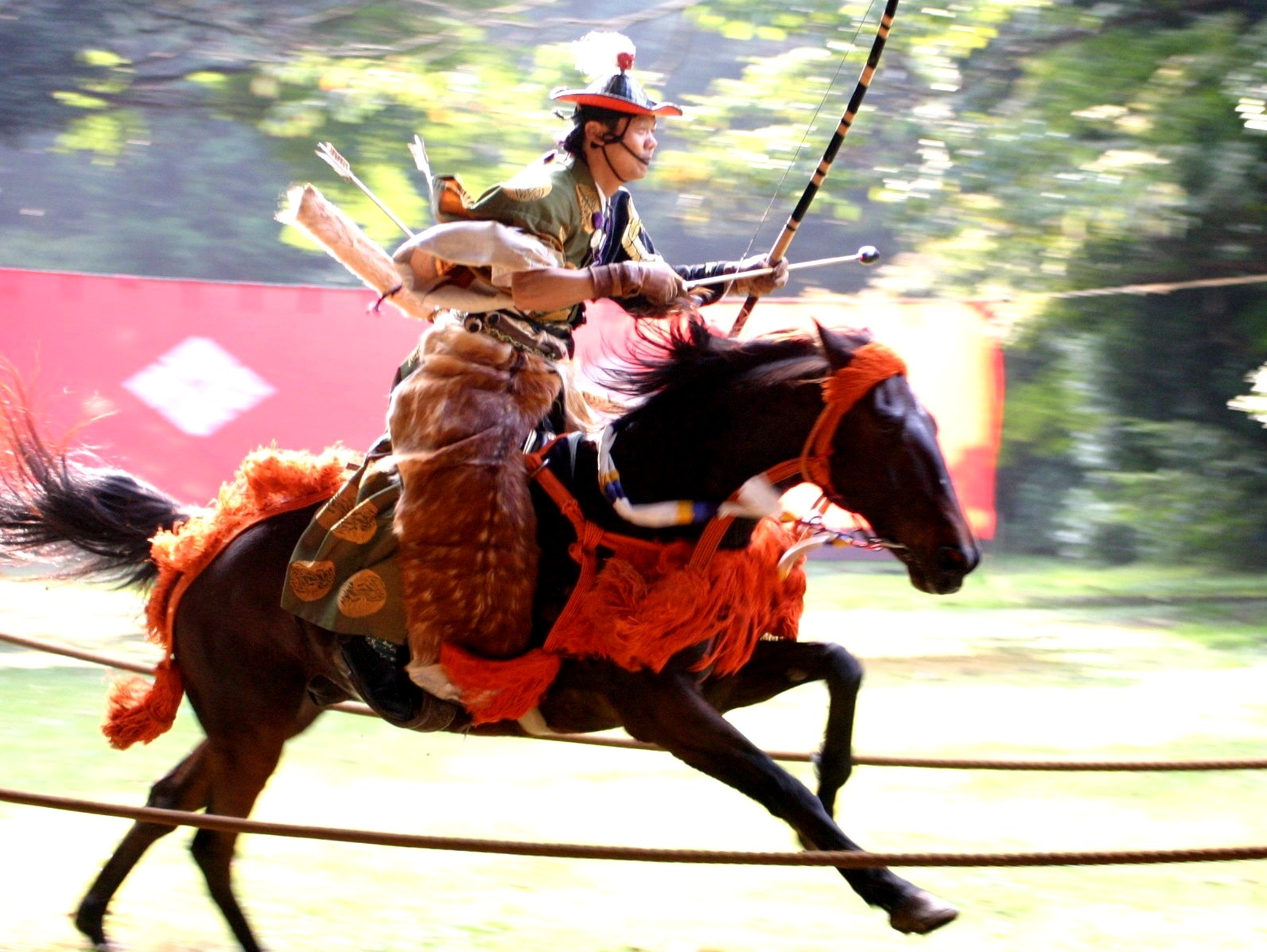
Yabusame

Lo Yabusame (流鏑馬), ossia il tiro con l'arco eseguito da un cavaliere, è un'arte marziale giapponese derivante dal kyudo (il tiro con l'arco tradizionale). La particolarità è che le frecce utilizzate non hanno punta ma terminano con rigonfiamento ovoidale che evita gli eventuali danni di un tiro errato.

## Storia
La storia dell'arco giapponese inizia già nel periodo Jōmon (fino al III secolo a.C.), il lungo arco composto e asimmetrico tipico della cultura giapponese nacque, tuttavia, nel periodo Yayoi (III secolo a.C. - III secolo d.C.) e da allora gli archi sono diventati il simbolo dell'autorità e del potere della classe guerriera, il primo e leggendario sovrano del Giappone, Jinmu, è infatti raffigurato sempre assieme ad un arco. Già alcune tribù Emishi praticavano il tiro con l'arco montato, degna di nota la tribù Hitakami, ed erano particolarmente temute dalla corte giapponese.
Il tiro con l'arco a cavallo non si diffuse tra i soldati giapponesi fino al IV secolo, quando i guerrieri migliori iniziarono a combattere da cavallo con spada e arco o lancia. Durante il X secolo si diffuse tra i samurai l'usanza del duello a cavallo con l'arco: i duellanti cavalcavano uno verso l'altro e provavano a scagliare almeno tre frecce; non sempre il duello doveva terminare con la morte di uno dei due. Uno degli episodi più famosi riguardanti il tiro con l'arco a cavallo risale al XII secolo, durante la guerra Genpei: i Taira, sconfitti durante la battaglia di Yashima, fuggirono sulle loro navi e i Minamoto, inseguendoli, si ritrovarono la strada sbarrata dal mare. Mentre i Taira aspettavano il vento giusto, fecero appendere un ventaglio in cima all'albero maestro della loro ammiraglia, in segno di sfida verso qualunque arciere dell'esercito Minamoto. Uno degli uomini dei Minamoto, Nasu no Yochi, fece avanzare il cavallo più al largo possibile e, con un tiro preciso, perforò il ventaglio dei Taira. Nasu fu acclamato e ottenne molta fama, con la sua impresa celebrata ancora oggi.
Durante il periodo Kamakura (XIII secolo) il tiro con l'arco montato era usato per tenere in allenamento i soldati e chi avesse mancato tutti e tre i bersagli avrebbe fatto seppuku per la vergogna. Sempre in questo periodo si sviluppò lo inuōmono, il tiro al cane, dove, per l'appunto, gli arceri galoppavano attorno a un recinto cercando di colpire un cane liberato al suo interno. A causa della violenza di questa pratica, il clero buddista impose di utilizzare almeno delle frecce imbottite per non ferire i cani e attualmente questa arte marziale non è più praticata.

## Disciplina
La disciplina richiede una notevole abilità sia nel cavalcare che nel tirare poiché, per maneggiare l'arco, il cavaliere ha entrambe le mani occupate e non può tenere le briglie, quindi deve tenersi in sella con la sola forza delle gambe. Questa pratica nasce come una sorta di intrattenimento offerto agli dei e, come il kyūdō, è profondamente intrisa dei concetti della filosofia zen e come tutte le arti marziali è non solo un esercizio di bravura ma anche un cammino iniziatico di elevazione spirituale. Possono praticare lo Yabusame anche le donne che indossano, al pari degli uomini, sontuosi costumi di foggia duecentesca. Anche i finimenti dei cavalli e tutto l'equipaggiamento riproducono con estrema minuzia quello dei tempi originari, raffigurato in innumerevoli opere pittoriche.
L'arciere di yabusame galoppa lungo una pista lunga come minimo due chō (218 metri), ma che sovente supera i 250 metri, con il primo bersaglio che in genere si trova dopo 100 metri, il secondo dopo 150 e il terzo dopo 200. Quando si avvicina a un bersaglio, l'arciere incocca una freccia, queste sono in genere infilate nel lato destro della cintura, e, tendendo l'arco, emette un grido pronunciando le parole "In'yō" (陰陽) e scocca la freccia. Le frecce hanno punta smussata in modo da emettere un suono più forte all'impatto con il bersaglio. Gli arcieri esperti possono usare frecce con punta biforcuta, in modo da ridurre il bersaglio in piccoli frammenti che cadono a terra dopo l'impatto. I bersagli si trovano a una distanza di 5 metri dalla pista e a un'altezza di 2 metri, in modo da simulare un avversario a cavallo con il solo volto scoperto. Gli arcieri che colpiscono tutti e tre i bersagli ricevono una striscia di stoffa bianca che simboleggia il favore divino.
Solo i migliori arcieri di kasagake (un altro tipo di tiro con l'arco montato, dal carattere meno solenne e più sportivo) vengono scelti per eseguire lo yabusame, e a loro volta gli arcieri di kasagake vengono scelti solo tra i migliori kyūdōka.

## Scuole
Attualmente, ci sono due importanti scuole di yabusame. la scuola Ogasawara e la scuola Takeda. La prima fu fondata da Ogasawara Nagakiyo, capostipite dell'omonimo clan, sotto l'incitazione dello shōgun Minamoto no Yoritomo, in modo da tenere i soldati in allenamento. La scuola Takeda, più antica, fu fondata da Minamoto no Yoshiari, esortato dall'imperatore Uda.
|                    | Ogasawara                                              | Takeda |
| ------------------ | ------------------------------------------------------ | --- |
| Copricapo          | Cappello da guerra di paglia                           | Cappello da caccia di cipresso |
| Manica             | Colorata, con decorazioni                              | Nera, con kamon |
| Punta delle frecce | Smussata per i principianti, biforcuta per gli esperti | Smussata per tutti |
| Faretra            | Ebira                                                  | Non usata |
| Bersaglio          | Di legno liscio.                                       | Di bambù e carta con cerchi concentrici (dall'esterno, verde, giallo, rosso, bianco, nero). Gli arcieri che centrano tutti e tre i bersagli si scontrano nuovamente per centrare un piccolo bersaglio di terracotta. |

## Galleria d'immagini
Immagini riprese al Santuario Meiji di Tokyo.

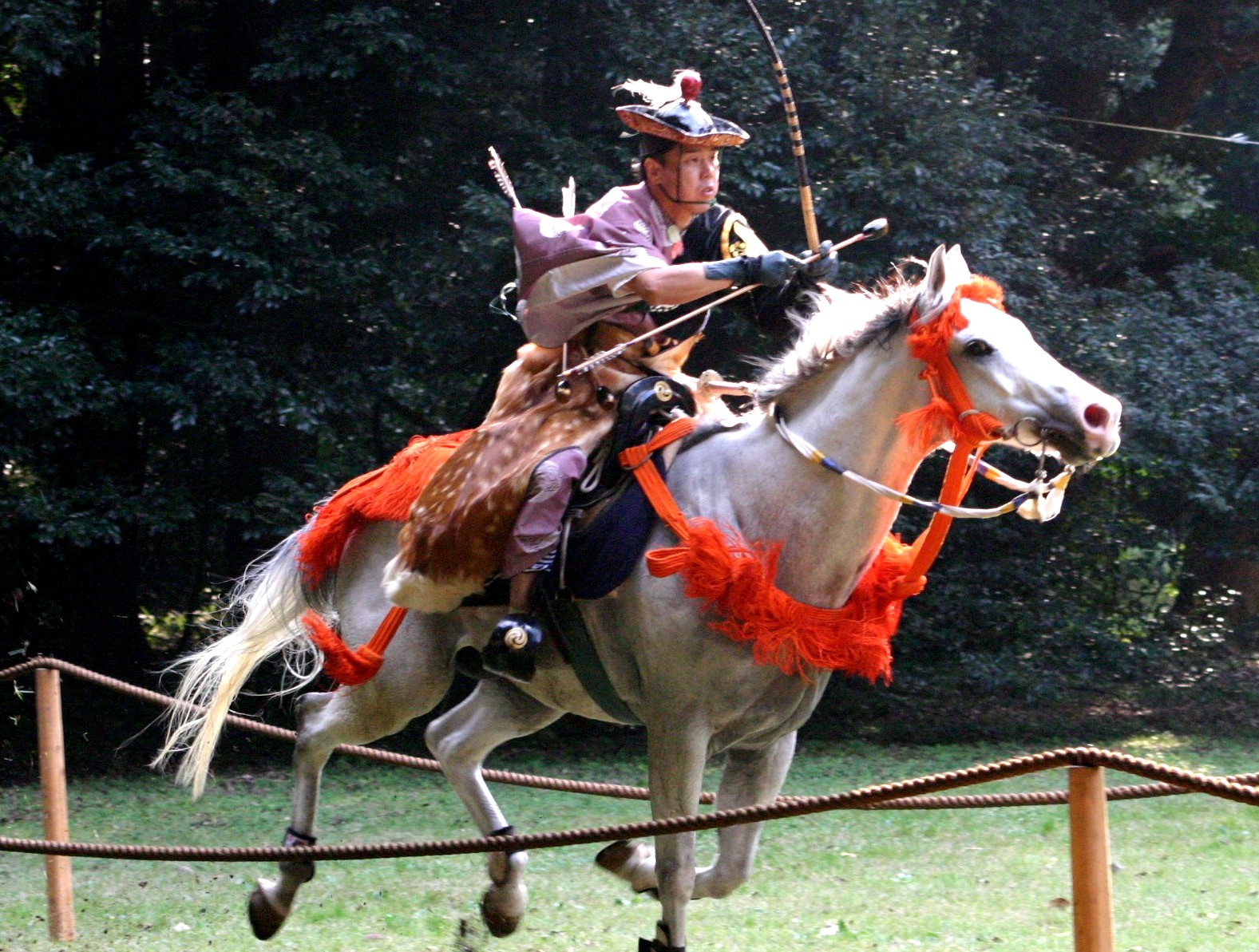
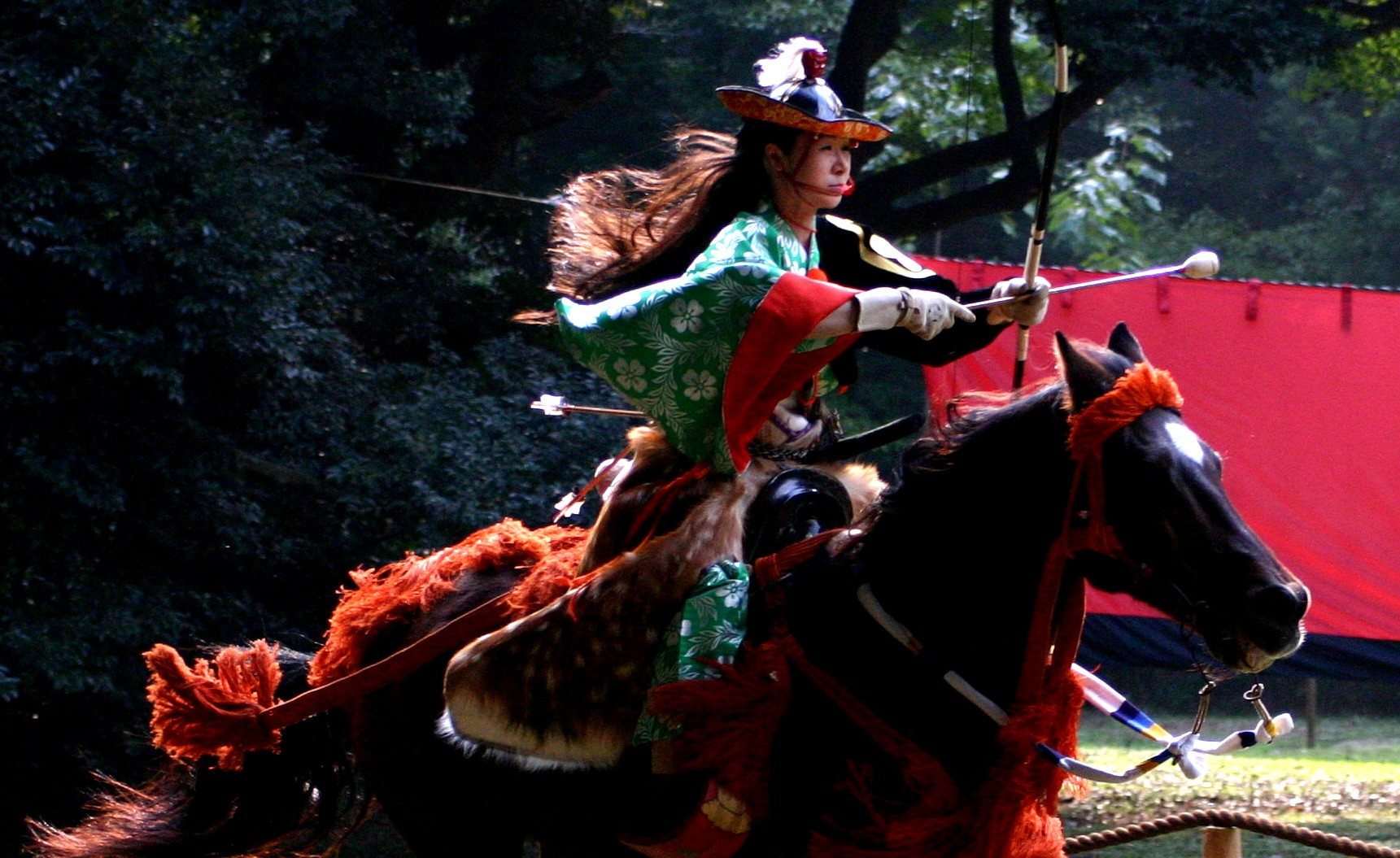
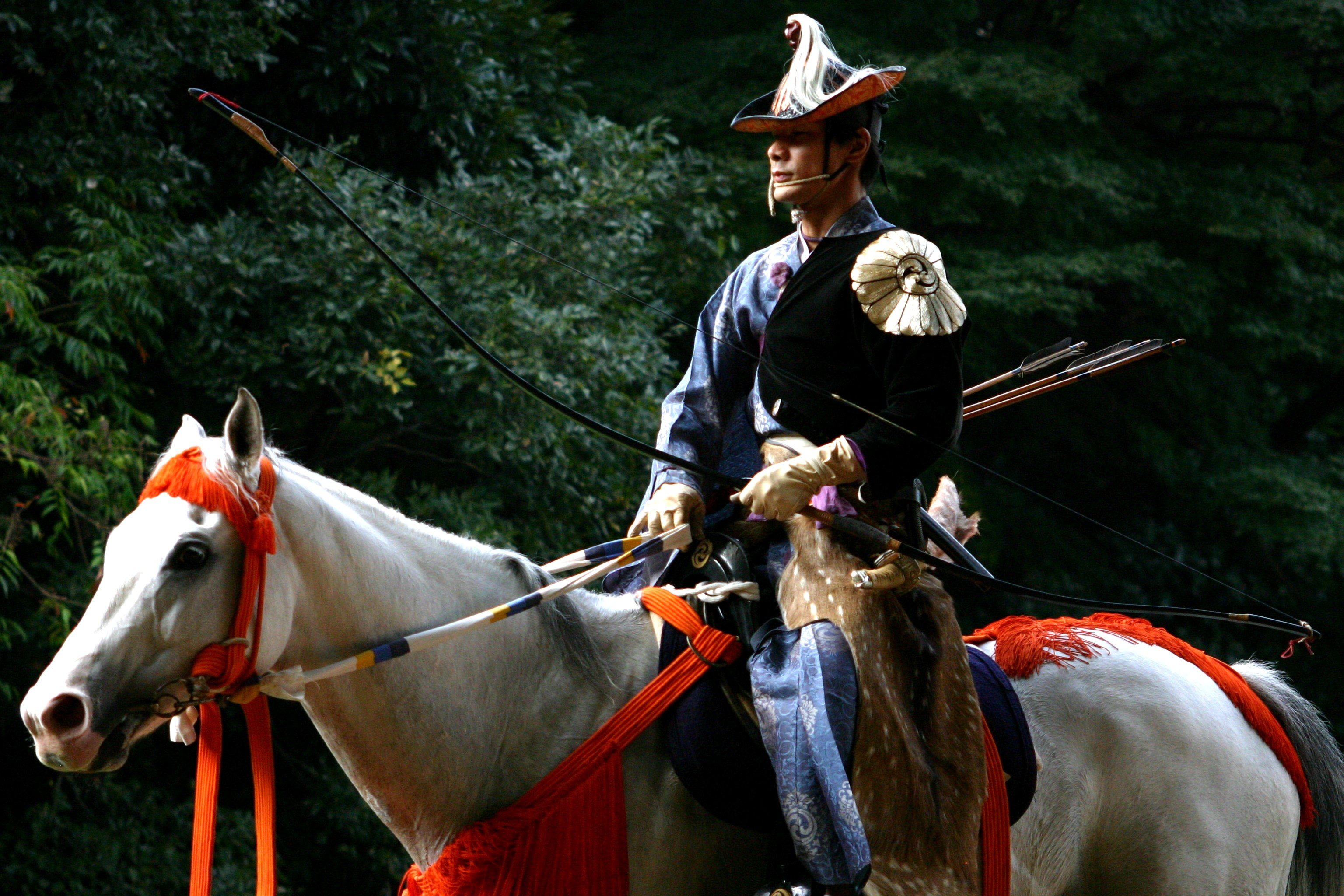
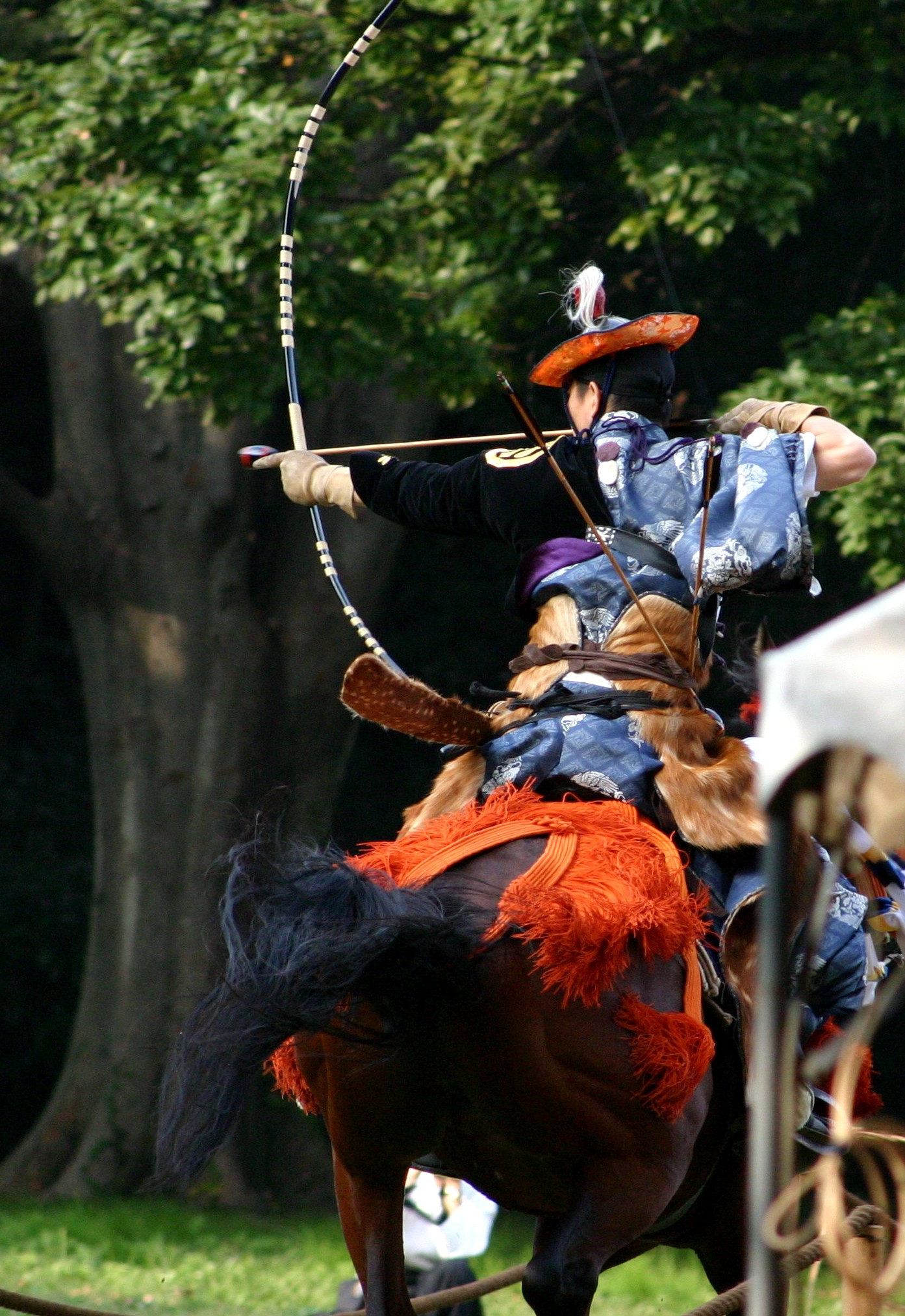

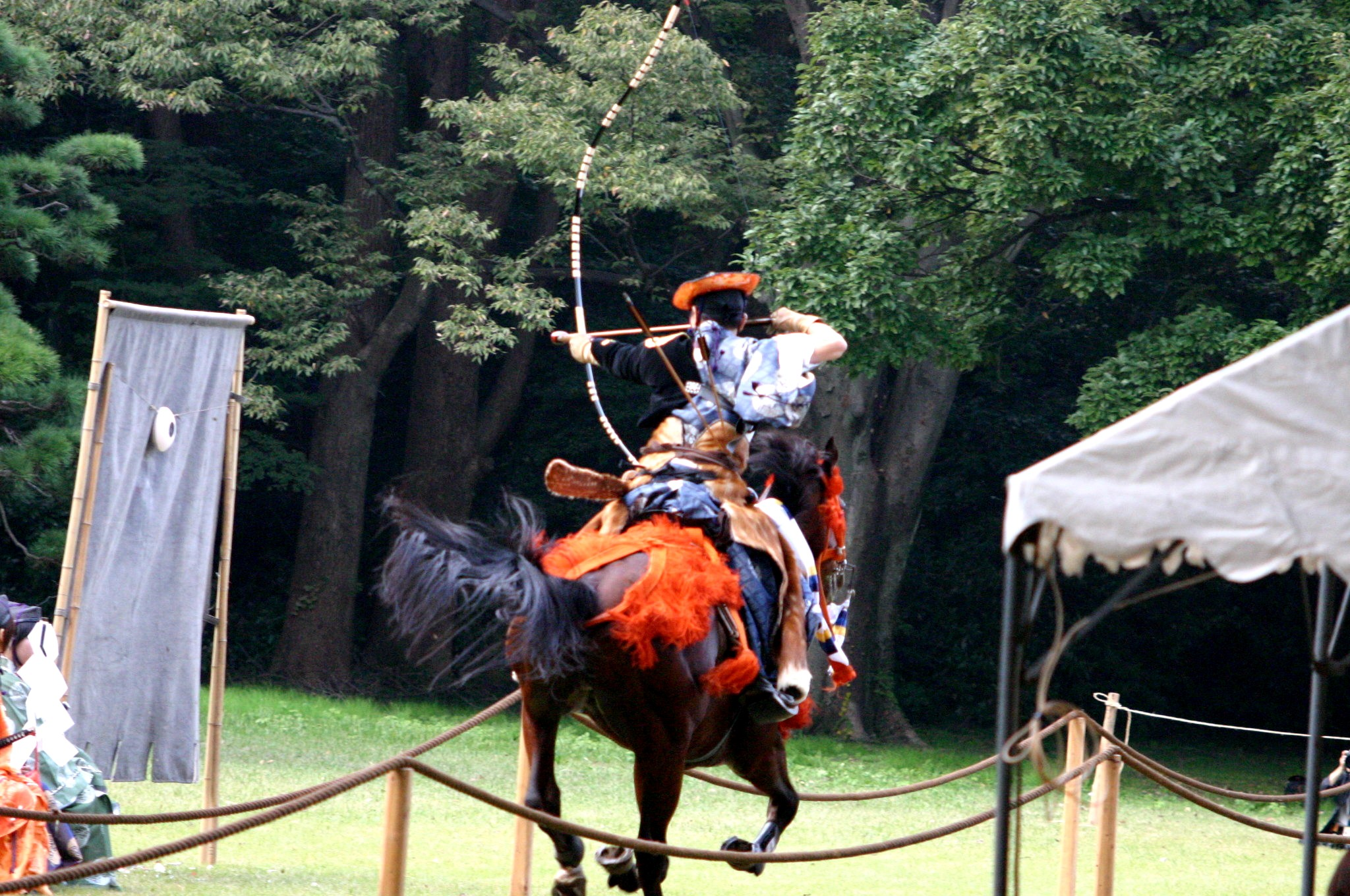
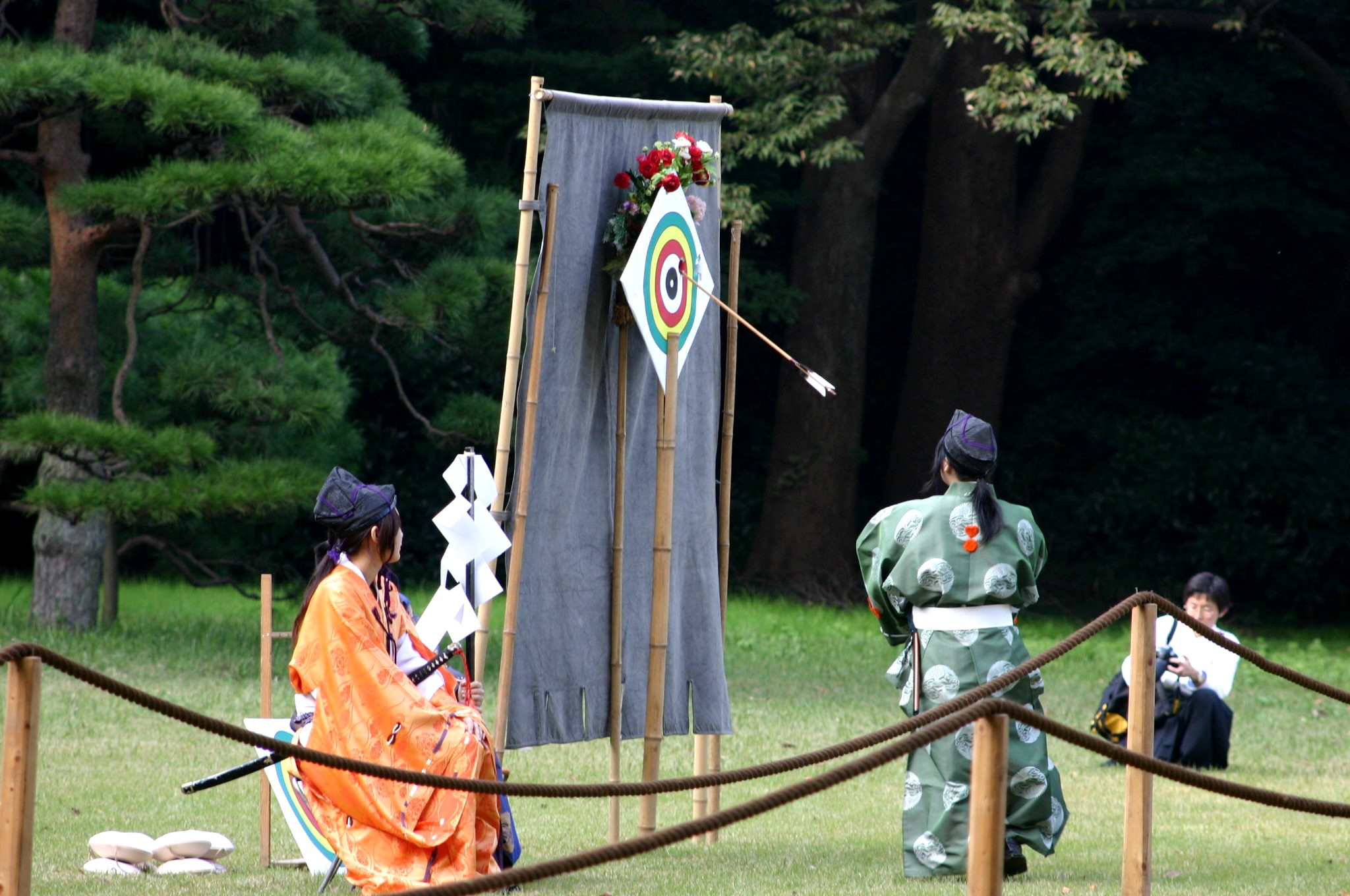
Bersaglio
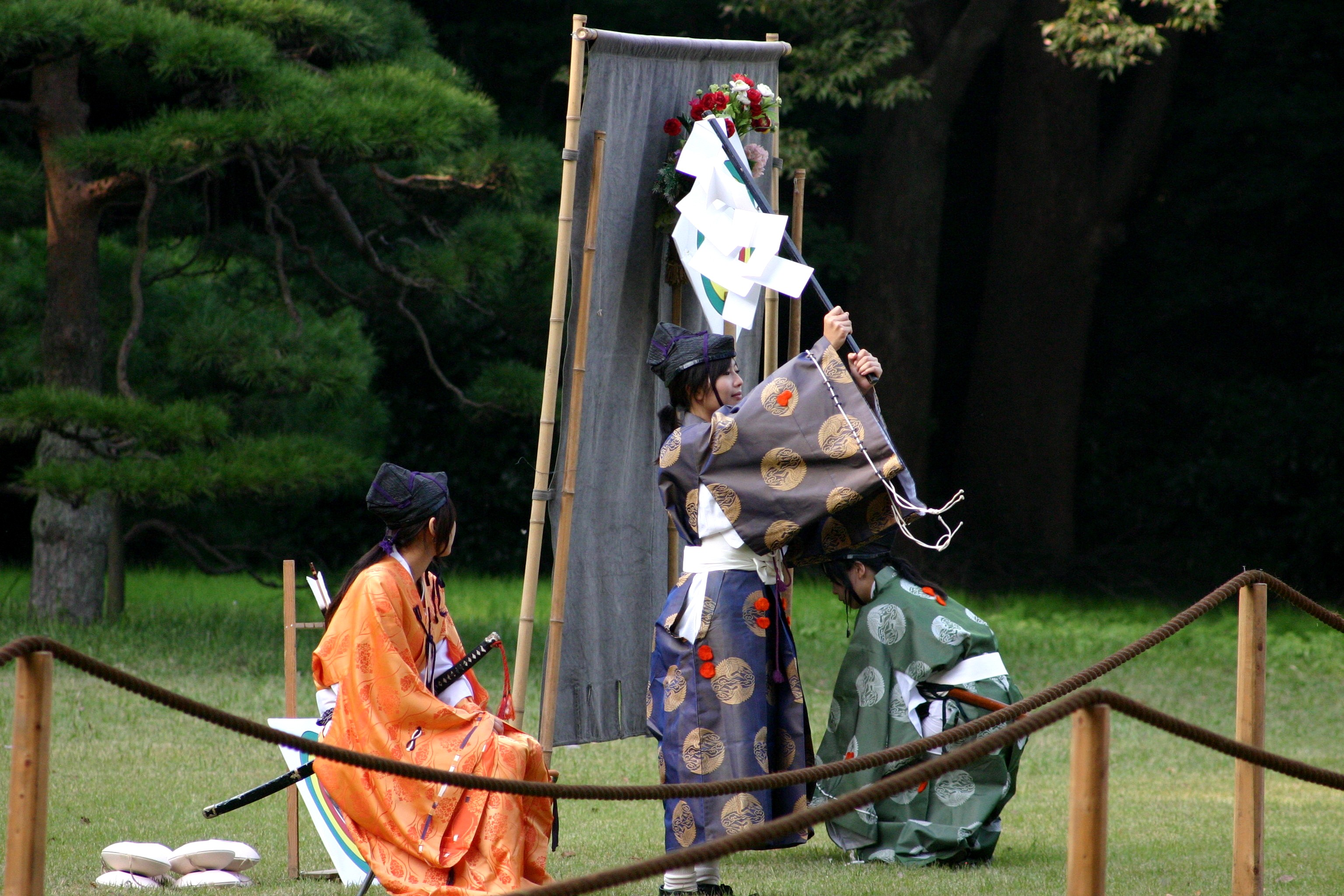
Giudice di tiro
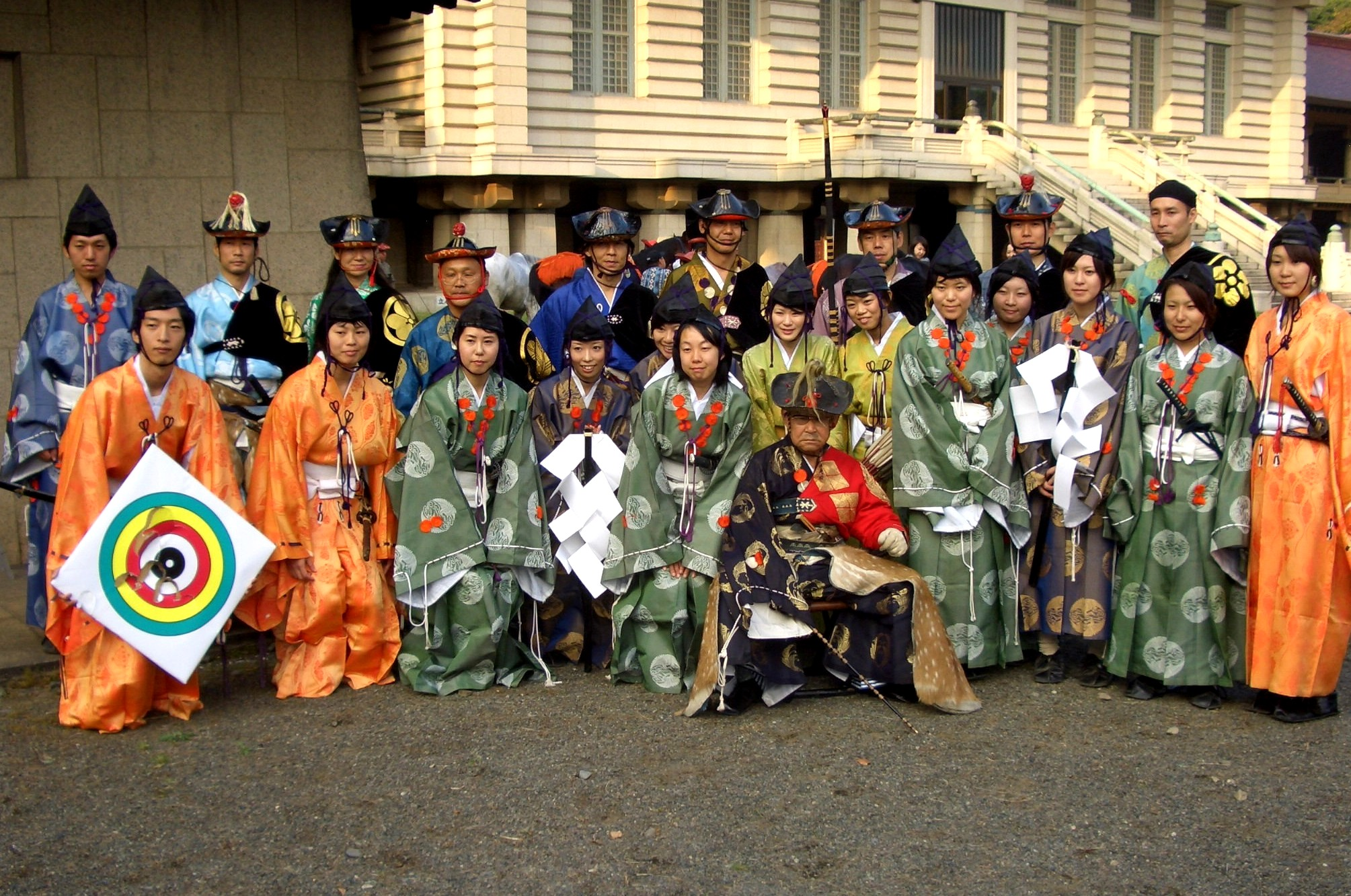